# Volkswagen T-Cross
La Volkswagen T-Cross è un'autovettura del tipo crossover SUV compatto prodotta dalla casa automobilistica tedesca Volkswagen a partire dal 2019.

## Contesto e debutto

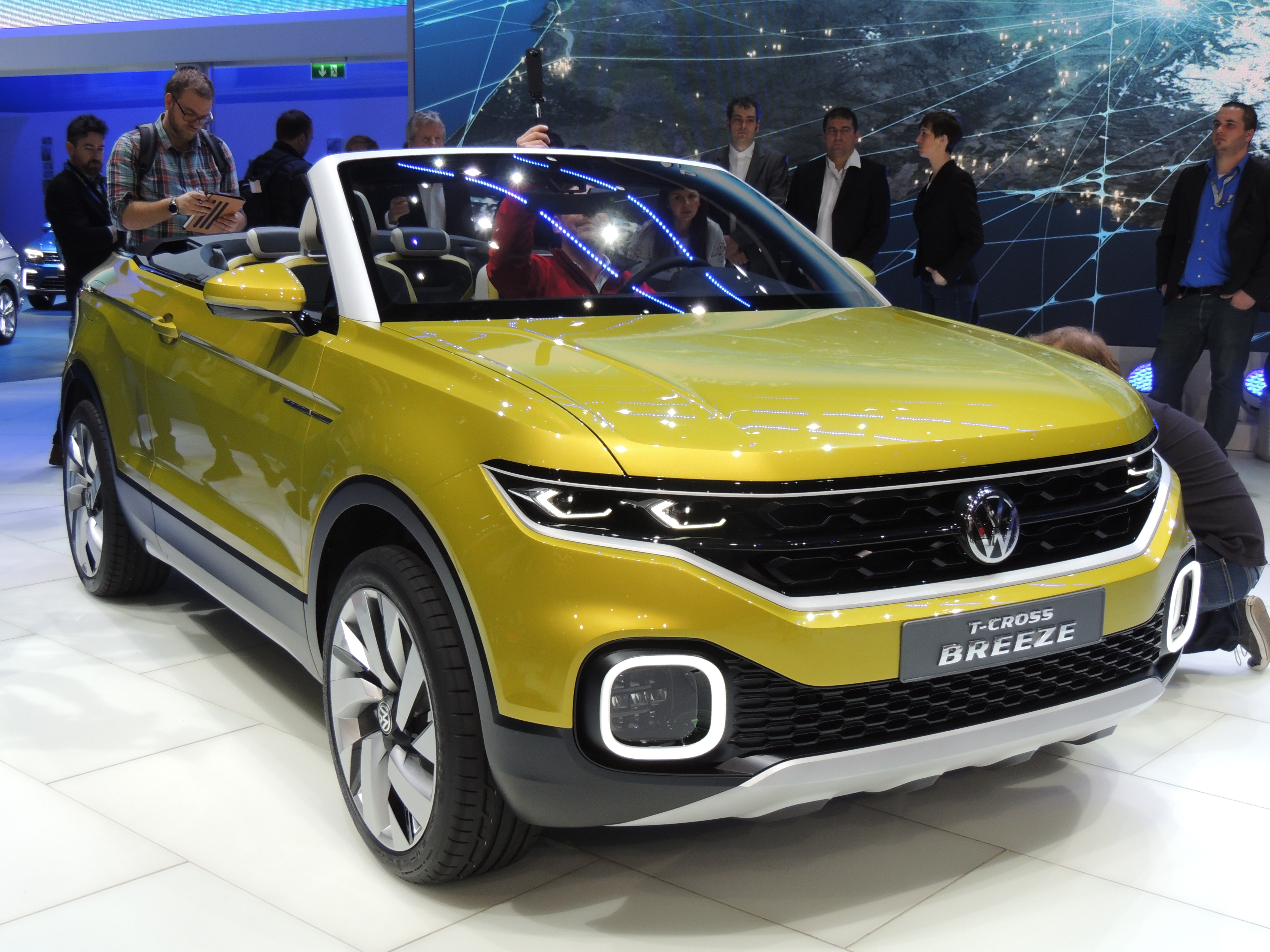
La Volkswagen T-Cross Breeze

Nel 2016, la Volkswagen T-Cross è stata presentata in anteprima come concept car chiamata Volkswagen T-Cross Breeze al salone dell'automobile di Ginevra. Questo veicolo era, a differenza della versione di serie, una cabriolet a due porte con capote in tessuto. La T-Cross Breeze era lunga 4,13 metri ed era alimentata da un motore TSI da 1,0 litri con 81 kW (109 CV) e 175 Nm di coppia.
La versione di produzione della Volkswagen T-Cross è stata lanciata ufficialmente il 25 ottobre 2018, contemporaneamente in tre città situate in tre continenti: Amsterdam, Shanghai e San Paolo.

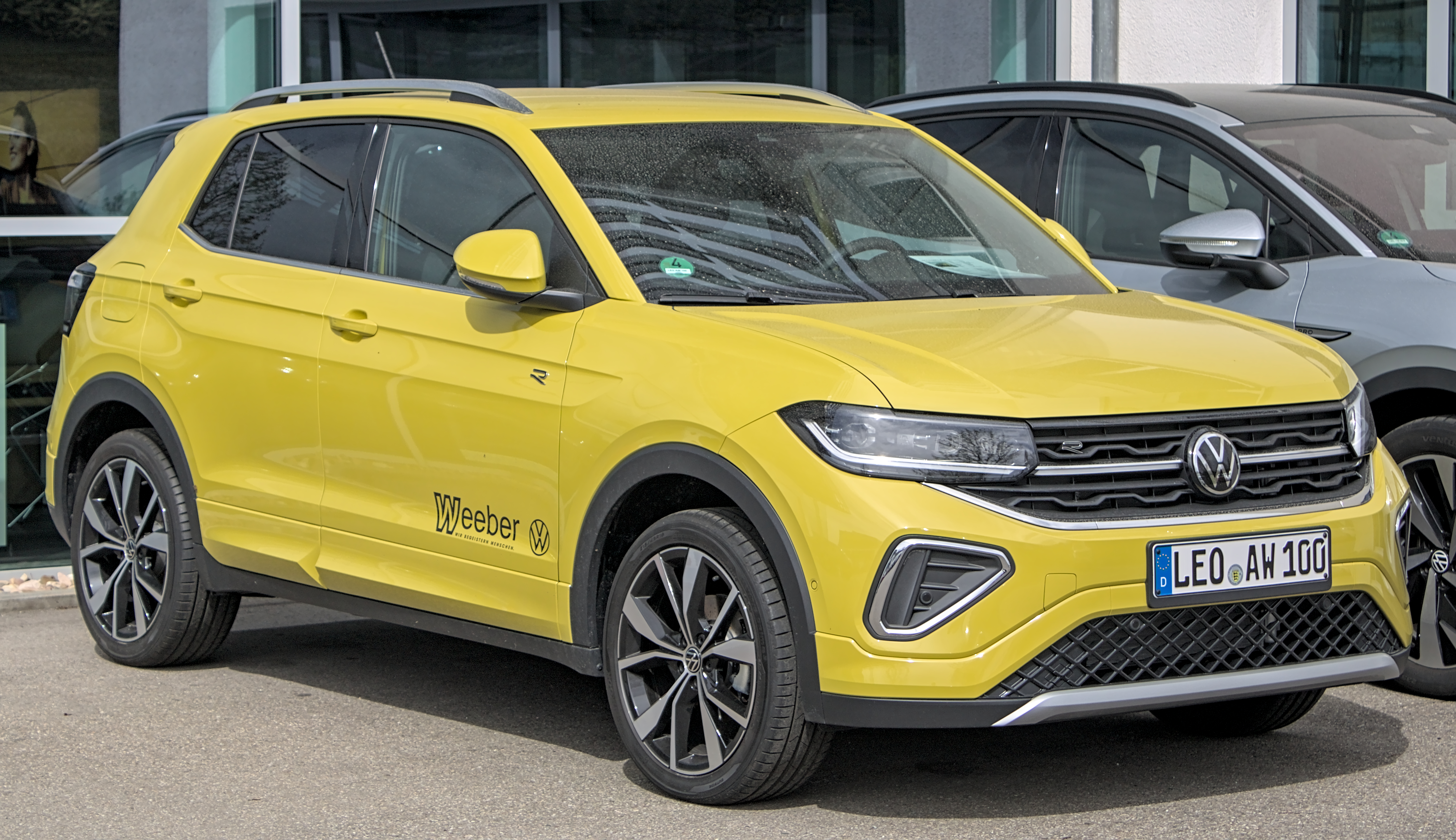
Volkswagen T-Cross Restyling

## Caratteristiche tecniche
La Volkswagen T-Cross è una piccola crossover a trazione anteriore, basata sulla struttura e sulla meccanica della Polo VI. Si basa sul pianale MQB A0, condiviso con diverse auto del Gruppo Volkswagen tra cui l'Audi A1, la SEAT Ibiza, la Škoda Scala. Il modello sostituisce idealmente la CrossPolo del 2011, con cui condivide alcune caratteristiche come la tipologia di carrozzeria da Crossover SUV
La trasmissione è affidata ad un cambio manuale a 5 marce per le motorizzazioni 1.0 TSI e 1.6 TDI da 95 CV, un cambio manuale a 6 marce per le altre motorizzazioni e un cambio robotizzato doppia frizione da 7 rapporti, di serie per il 1.5 TSI, optional per il 1.0 da 110 CV.
Una versione rivista della T-Cross è stata presentata il 5 luglio 2023.
Dal 2024 viene introdotto il nuovo modello MY25, dove vengono modificati gli interni, ora con materiali nuovi e morbidi, nuove rifiniture e nuovi sistemi di assistenza stradale di serie. Con questo modello tutti gli allestimenti montano proiettori anteriori a led. In alcuni allestimenti sono disponibili anche i proiettori anteriori a matrice di led.
Con l'MY25 vengono abolite le motorizzazioni diesel e 1.5 da 150cv. Rimangono a listino, per tutti gli allestimenti, i motori 3 cilindri da 1 litro: sugli allestimenti Life e Edition plus sono disponibili con potenze di 95 e 115 cv, solo da 115 cv per gli allestimenti Style, R-line e R-line plus.

## Motorizzazioni
| Modello                                                 | Motore                       | Potenza        | Accelerazione 0-100 km/h | Velocità Massima km/h | Cambio                                                                           |
| ------------------------------------------------------- | ---------------------------- | -------------- | ------------------------ | --------------------- | -------------------------------------------------------------------------------- |
| 1.0 TSI Urban                                           | 3 cilindri in linea 999 cm³  | 95 cv (70kW)   | 11,5 s                   | L                     | manuale 5 marce                                                                  |
| 1.0 TSI Style                                           | 3 cilindri in linea 999 cm³  | 110 cv (81kW)  | 9,9 s                    | P                     | manuale 6 marce [in opzione robotizzato doppia frizione 7 marce]                 |
| 1.5 TSI Style DSG                                       | 4 cilindri in linea 1498 cm³ | 150 cv (110kW) | 8,5 s                    | 200 km/h              | robotizzato doppia frizione 7 marce                                              |
| 1.0 TSI MY25 Life Edition Plus                          | 3 cilindri in linea 999 cm³  | 95 cv (70kW)   | 11,5 s                   | 180 km/h              | cambio manuale 5 rapporti                                                        |
| 1.0 TSI MY25 Life Edition Plus Style R-line R-line plus | 3 cilindri in linea 999 cm³  | 115 cv (85 kW) | 10,3 s                   | 193 km/h              | cambio manuale a 6 rapporti in opzione cambio DSG a doppia frizione a 7 rapporti |

| Modello       | Motore              | Potenza     | Accelerazione 0-100 km/h | Velocità Massima km/h | Cambio          |
| ------------- | ------------------- | ----------- | ------------------------ | --------------------- | --------------- |
| 1.6 TDI Urban | 4 cilindri 1598 cm³ | 95cv (70kW) | 11,9 s                   | 180 km/h              | manuale 5 marce |